# (46722) Ireneadler
(46722) Ireneadler ist ein Asteroid des äußeren Hauptgürtels, der am 2. September 1997 von den tschechischen Astronomen Petr Pravec und Lenka Kotková (damals noch unter ihrem Geburtsnamen Lenka Šarounová) an der Sternwarte Ondřejov (IAU-Code 557) in Ondřejov u Prahy entdeckt wurde.
Mittlere Sonnenentfernung (große Halbachse), Exzentrizität und Neigung der Bahnebene des Asteroiden entsprechen grob der Eos-Familie, einer Gruppe von Asteroiden, welche typischerweise große Halbachsen von 2,95 bis 3,1 AE aufweisen, nach innen begrenzt von der Kirkwoodlücke der 7:3-Resonanz mit Jupiter, sowie Bahnneigungen zwischen 8° und 12°. Die Gruppe ist nach dem Asteroiden (221) Eos benannt. Es wird vermutet, dass die Familie vor mehr als einer Milliarde Jahren durch eine Kollision entstanden ist.
(46722) Ireneadler wurde am 7. Juni 2009 nach Irene Adler benannt, einer Figur aus der Sherlock-Holmes-Erzählung A Scandal in Bohemia (Ein Skandal in Böhmen). Für Sherlock Holmes war Irene Adler die einzige bewundernswerte Frau. Nach Sherlock Holmes war 1993 der Asteroid des inneren Hauptgürtels (5049) Sherlock benannt worden.